# Ламберто Висконти (Галлура)

Юдикаты Сардинии

Ламберто Висконти ди Элдицио (итал. Lamberto Visconti di Eldizio; ум. 1225, Пиза) — судья Галлуры с 1206 года (до 1220 — по правам жены). Судья Кальяри по правам жены в 1220—1223 годах.
Представитель знатного пизанского рода. Сын Эльдицио Висконти (консула Пизы в 1184—1185) и его не известной по имени жены, которая была дочерью Пьетро Торкиторио III, судьи Кальяри. В дальнейшем это позволило Ламберто Висконти претендовать на его юдикат.
Елена, дочь и наследница судьи Галлуры Баризоне II, последняя представительница династии Лакон-Гунале, в 1206 году предложила Ламберто Висконти стать её мужем. Этому браку воспротивился папа Иннокентий III, считавшийся сюзереном Сардинии, который собирался выдать Елену замуж за своего родственника Транзамундо Сеньи. Он отлучил Ламберто Висконти от церкви.
В 1211 году вассал Святого Престола судья Логудоро Комита ди Торрес оккупировал Галлуру. Ламберто Висконти с помощью Республики Пиза собрал войско и после нескольких лет войны не только изгнал захватчика, но и занял часть его территории.
В 1216 году Ламберто Висконти во главе большого флота высадился в Кальяри, после чего его брат Убальдо завоевал остальные города одноименного юдиката и часть Арбореи.
В 1220 году Убальдо Висконти организовал женитьбу Ламберто (к тому времени овдовевшего) на Бенедетте ди Масса, юдикессе Кальяри. Этот брак через 3 года был аннулирован папой.
Ламберто Висконти умер в 1225 году. Ему наследовал сын от первой жены — Убальдо (Убальдо II).